# 放送音楽プロデューサー連盟
放送音楽プロデューサー連盟（ほうそうおんがくぷろでゅーさーれんめい）は音楽プロデューサー、音楽番組プロデューサー、レコーディングプロデューサーなどの制作団体である。

## 概要
在京キー局（テレビ、ラジオ局）の音楽番組担当のプロデューサー、ディレクターとレコード会社のプロデューサー、ディレクターと番組制作プロダクションのプロデューサー、ディレクター等などで創られた日本の芸能音楽向上を目的とする団体である。
元々は、TBSが1969年の大晦日に『日本レコード大賞』授賞式を生放送し、高い視聴率を得るようになった。これを見たTBS以外の他局は制作放映権の各局持ち回りを提案するもTBSから固辞されたため、"打倒レコード大賞"を目標にして集結し1970年7月4日に当連盟を結成。その2日後に『日本歌謡大賞』を制定した。
1993年までは歌謡大賞の各賞部門に「日本歌謡大賞」「最優秀放送音楽賞」「放送音楽プロデューサー連盟賞」「放送音楽賞」「優秀放送音楽新人賞」「放送音楽新人賞」などその年の活躍が顕著な歌手が選出されていた。その後、音楽賞レース番組の衰退により、1993年に歌謡大賞の終了とともに一度は解散になった。しかし音楽番組を改めて盛り上げようという機運が生まれ1998年に正会員8社に加え、設立当初『レコ大』との兼ね合いで固辞したTBSやNHKの音楽番組制作スタッフらが中心となり再結成した。現在は歌手への選出授与がなくなり会員スタッフに対して放送音楽プロデューサー連盟賞「ベスト演出賞」として選出授与式が行われている。
組合員は2019年現在約100名で、各局の音楽番組の制作やコンサートの企画、制作、運営などにも協力することがある。
2020年現在、正式に一般財団法人・一般社団法人などの法人格を取得していない。

## 放送音楽プロデューサー連盟加盟局
1998年の再結成後の参加局は太字
正会員10局
- 文化放送
- ニッポン放送
- RFラジオ日本（第11回まではラジオ関東）
- エフエム東京（設立当初は非加盟[4]）
- 日本テレビ
- フジテレビ
- テレビ朝日[5]
- テレビ東京[6]
- NHK
- 東京放送（TBS）[7]

準会員105社
| - 札幌テレビ - STVラジオ - 北海道テレビ - 北海道文化放送 - FM北海道 - テレビ北海道 - 青森放送 - 青森朝日放送 - テレビ岩手 - 岩手めんこいテレビ - 仙台放送 - ミヤギテレビ - 東日本放送 - エフエム仙台 - 秋田放送(ラジオ) - 秋田放送(テレビ) - 秋田テレビ - 山形放送 - 山形テレビ - 福島テレビ - 福島中央テレビ - 福島放送 | - FMぐんま - NST新潟総合テレビ - テレビ新潟 - 新潟テレビ21 - FM新潟 - 長野放送 - テレビ信州 - 長野朝日放送 - 山梨放送 - テレビ静岡 - 静岡朝日テレビ（旧・静岡けんみんテレビ） - 静岡第一テレビ - 静岡エフエム放送（旧・FM静岡） - 北日本放送（テレビ） - 北日本放送（ラジオ） - 富山テレビ - FMとやま - 石川テレビ - テレビ金沢 - 北陸朝日放送 - 福井放送(ラジオ) - 福井放送(テレビ) - 福井テレビ - 東海テレビ - 東海ラジオ - 名古屋テレビ - 中京テレビ - エフエム愛知 - テレビ愛知 - 三重テレビ | - びわ湖放送 - KBS京都テレビ - 朝日放送テレビ - 朝日放送ラジオ - 讀賣テレビ - 関西テレビ - エフエム大阪 - テレビ大阪 - ラジオ大阪 - ラジオ関西 - テレビ和歌山 - 岡山放送 - テレビせとうち - 広島テレビ - 広島ホームテレビ - テレビ新広島 - 広島エフエム放送 - 山口放送 - エフエム山口 - 四国放送(ラジオ) - 四国放送(テレビ) - 西日本放送(ラジオ) - 西日本放送(テレビ) - 瀬戸内海放送 - エフエム香川 - 南海放送 - エフエム愛媛 - 九州朝日放送(ラジオ) - 九州朝日放送(テレビ) - テレビ西日本 - 福岡放送 - TVQ九州放送(旧・TXN九州) - 長崎文化放送 - テレビ熊本 - 熊本県民テレビ - エフエム熊本(旧・エフエム中九州) - 熊本朝日放送 - サガテレビ - テレビ宮崎 - 鹿児島放送 - 沖縄テレビ - ラジオ沖縄 |

設立当初の参加局は日本テレビ・フジテレビ・NETテレビ・東京12チャンネル・文化放送・ニッポン放送・ラジオ関東の7社。連盟側はTBSの加入を希望していたが「レコード大賞の中継をしている以上、混乱を避ける意味でも参加できない」と固辞された。
1975年の関西地区および青森県のネットチェンジ以前に、毎日放送と青森テレビが、1987年のFNS脱退以前にテレビ山口が準会員だったかは不明。
以下TBS系列局は「制作協力局」である。
- 北海道放送
- 東北放送
- 新潟放送
- 北陸放送
- 山陰放送
- 中国放送
- 長崎放送
- 熊本放送
- 大分放送
- 宮崎放送
- 南日本放送
  - いずれもラテ兼営局で、ニッポン放送と文化放送をキーステーションとするNRNと、TBSをキー局とするJRNとのクロスネット局である。

## 加盟団体[9]
- 日本コロムビア
- ビクターエンタテインメント
- テイチクエンタテインメント
- インペリアルレコード
- ソニー・ミュージックエンタテインメント
- エイベックス
- キングレコード
- 日本クラウン
- ユニバーサルミュージック
- ポニー・キャニオン
- 渡辺プロダクション
- ホリプロ
- バーニングプロダクション
- ビッグアップル
- サンミュージックプロダクション
- 芸映
- 田辺エージェンシー
- アミューズ
- ジャパン・ミュージックエンターテインメント
- キューブ

## 協賛[10]
- 日本音楽著作権協会
- 日本レコード協会
- 日本音楽事業者協会

## 制作番組[11]
- 紅白歌合戦
- 日本レコード大賞
- 歌謡チャリティーコンサート